# Pink Sport Time 2015-2016
Questa voce raccoglie le informazioni riguardanti l'Associazione Sportiva Dilettantistica Pink Sport Time nelle competizioni ufficiali della stagione 2015-2016.

## Stagione
L'11 settembre, a seguito dell'esclusione della Torres dalla Serie A, il Pink Sport Time è stato ripescato in massima serie. Le prime partite ufficiali della stagione sono state le partite del Triangolare I della Coppa Italia, entrambe vinte per 5-0 sull'Apulia Trani e sul Salento Women. Queste due vittorie hanno consentito al Pink Sport Time di accedere ai sedicesimi di finale, dove ha affrontato e sconfitto il Napoli per 1-0 grazie alla rete segnata da Veronica Privitera al termine del primo tempo. L'avventura in Coppa Italia è terminata agli ottavi di finale con la sconfitta casalinga per 1-2 dal Chieti.
La seconda stagione in Serie A si è conclusa con il decimo posto e la retrocessione in Serie B. Grazie a tre vittorie in quattro partite nella seconda parte del girone di ritorno la Pink Sport Time era riuscita a raggiungere l'ottavo posto, ma due sconfitte nelle ultime due gare hanno portato la squadra barese alla retrocessione. In particolare, l'ultima partita di campionato vedeva la sfida salvezza in casa contro il San Bernardo Luserna, con le piemontesi vittoriose per 2-0 e salve dalla retrocessione.

## Organigramma societario
Area tecnica
- Allenatore: Isabella Cardone
- Allenatore in seconda: Giovanni Cipriano
- Preparatore atletico: Giovanni Cipriano
- Preparatore dei portieri: Pasqualino Terreri

## Rosa
Rosa e ruoli tratti dal sito ufficiale della società, sono aggiornati al 15 gennaio 2016.
| N. |                   | Ruolo | Calciatrice        |
| -- | ----------------- | ----- | ------------------ |
|    | Italia (bandiera) | P     | Giuseppina Di Bari |
| 1  | Italia (bandiera) | P     | Mimma Fazio        |
|    | Italia (bandiera) | P     | Roberta Aprile     |
|    | Italia (bandiera) | P     | Francesca Sforza   |
|    | Italia (bandiera) | D     | Eleonora Cunsolo   |
| 2  | Italia (bandiera) | D     | Doriana De Palo    |
|    | Italia (bandiera) | D     | Gaia Dell'Ernia    |
|    | Italia (bandiera) | D     | Alessia Maffei     |
| 13 | Italia (bandiera) | D     | Antonella Morra    |
| 3  | Italia (bandiera) | D     | Debora Novellino   |
| 19 | Italia (bandiera) | D     | Francesca Quazzico |
|    | Italia (bandiera) | D     | Francesca Soro     |
| 4  | Italia (bandiera) | C     | Carmela Anaclerio  |

| N. |                   | Ruolo | Calciatrice          |
| -- | ----------------- | ----- | -------------------- |
|    | Italia (bandiera) | C     | Veronica Cangiano    |
|    | Italia (bandiera) | C     | Lucia Ceci           |
|    | Italia (bandiera) | C     | Laura Libutti        |
| 8  | Italia (bandiera) | C     | Jenny Piro           |
| 44 | Italia (bandiera) | C     | Eleonora Prost       |
| 22 | Italia (bandiera) | C     | Penelope Riboldi     |
| 7  | Italia (bandiera) | C     | Lucia Strisciuglio   |
|    | Italia (bandiera) | A     | Lucia Conte          |
|    | Italia (bandiera) | A     | Federica De Filippis |
|    | Italia (bandiera) | A     | Romina Pinna         |
| 10 | Italia (bandiera) | A     | Veronica Privitera   |
|    | Italia (bandiera) | A     | Marina Rogazione (C) |
|    | Italia (bandiera) | A     | Serena Valente       |

## Calciomercato
| Acquisti | Acquisti             | Acquisti         | Acquisti   |
| R.       | Nome                 | da               | Modalità   |
| -------- | -------------------- | ---------------- | ---------- |
| P        | Mimma Fazio          |                  | svincolata |
| D        | Eleonora Cunsolo     | Res Roma         | definitivo |
| D        | Antonella Morra      | Res Roma         | definitivo |
| D        | Francesca Quazzico   | Real San Giorgio | definitivo |
| D        | Francesca Soro       | Inter Milano     | definitivo |
| C        | Jenny Piro           | Acese            | definitivo |
| C        | Eleonora Prost       |                  | svincolata |
| C        | Penelope Riboldi     | Mozzanica        | definitivo |
| A        | Federica De Filippis | Castellana       | definitivo |
| A        | Romina Pinna         | West Ham         | definitivo |
| A        | Veronica Privitera   | Acese            | definitivo |

| Cessioni | Cessioni        | Cessioni                | Cessioni       |
| R.       | Nome            | a                       | Modalità       |
| -------- | --------------- | ----------------------- | -------------- |
| D        | Ilaria Trotta   | Conversano              | svincolata     |
| D        | Ines Špelič     |                         | fine contratto |
| C        | Saïda Akherraze |                         | fine contratto |
| A        | Lana Clelland   | Graphistudio Tavagnacco | definitivo     |
| A        | Giulia Olivieri |                         | fine contratto |

## Risultati

### Serie A

#### Girone di andata
| Arbitro: | Rocco Ponzio (Moliterno) |

|  |           |                                          |
|  | Marcatori | 23’, 52’ (rig.) Giacinti 45+1’ Giugliano |

| Arbitro: | Massaggi (Crema) |

|  |           |               |
|  | Marcatori | 43’ Privitera |

| Arbitro: | Andrea Pasqualetto (Aprilia) |

|  |           |             |
|  | Marcatori | 25’ Pugnali |

| Arbitro: | Andrea Bianchini (Perugia) |

|                                             |           |  |
| Tona 20’ Panico 42’ Vicchiarello 88’ (rig.) | Marcatori |  |

| Arbitro: | Cristian Robilotta (Sala Consilina) |

|                      |           |                                                                           |
| Privitera 19’ (rig.) | Marcatori | 15’, 46’ Fuselli 26’, 33’, 63’ Bonetti 45+1’ (rig.) Gabbiadini 86’ Pirone |

| Arbitro: | Stefano Campagnolo (Bassano del Grappa) |

|                                          |           |                                 |
| Moling 10’ A. Tonelli 15’ Pasqualini 84’ | Marcatori | 48’ (aut.) L. Tonelli 87’ Morra |

| Arbitro: | Marco Croce (Nocera Inferiore) |

|                           |           |                                                  |
| Privitera 65’ Riboldi 88’ | Marcatori | 36’, 40’ Del Stabile 39’ Parisi 49’, 76’ Zuliani |

| Arbitro: | Mulas (Sassari) |

|           |           |  |
| Nagni 18’ | Marcatori |  |

| Arbitro: | Arena (Torre del Greco) |

|  |           |                                   |
|  | Marcatori | 30’ (rig.) Colasuonno 84’ Bassano |

| Arbitro: | Monda (Napoli) |

|                                    |           |                                   |
| Anaclerio 36’ (rig.) Privitera 72’ | Marcatori | 42’ (rig.) Girelli 90+7’ Williams |

| Arbitro: | Nicolini (Brescia) |

|                 |           |                                |
| Morra 1’ (aut.) | Marcatori | 24’ Riboldi 37’ Soro 42’ Conte |

#### Girone di ritorno
| Arbitro: | Giampiero Salvo Rossi (Pinerolo) |

|                   |           |  |
| Giacinti 25’, 63’ | Marcatori |  |

| Arbitro: | Carmen Gaudieri (Battipaglia) |

|  |           |           |
|  | Marcatori | 83’ Mella |

| Arbitro: | Mansueto (Verona) |

|                                                               |           |  |
| Tucceri Cimini 17’ Longato 35’, 90’ Petralia 39’ Pancaldi 79’ | Marcatori |  |

| Arbitro: | Marco Russo (Torre Annunziata) |

|           |           |                                                                             |
| Prost 13’ | Marcatori | 12’ Orlandi 62’ Caccamo 64’ Guagni 85’ Salvatori Rinaldi 90+2’ Vicchiarello |

| Arbitro: | Riccardo Dell’Oca (Como) |

|                                  |           |             |
| Bonetti 9’, 20’ Fuselli 48’, 62’ | Marcatori | 58’ Riboldi |

| Arbitro: | Nicola Di Giovanni |

|          |           |  |
| Ceci 75’ | Marcatori |  |

| Arbitro: | Marzeglia (Milano) |

|                                    |           |                  |
| Parisi 6’ Zuliani 10’ Clelland 65’ | Marcatori | 42’ Strisciuglio |

| Arbitro: | Castellone (Napoli) |

|                |           |                    |
| Pinna 36’, 58’ | Marcatori | 69’ (rig.) Palombi |

| Arbitro: | Gregoris (Pescara) |

|  |           |           |
|  | Marcatori | 79’ Pinna |

| Arbitro: | D'Eusanio (Faenza) |

|                           |           |           |
| Girelli 67’ Rosucci 90+3’ | Marcatori | 40’ Pinna |

| Arbitro: | Giuseppe Romaniello (Napoli) |

|  |           |                          |
|  | Marcatori | 32’ D'Ancona 88’ Cantoro |

### Coppa Italia

#### Turno preliminare
Triangolare I
| Arbitro: | Vincenzo Andreano (Foggia) |

|  |           |                                                           |
|  | Marcatori | 3’ Anaclerio 40’ Ceci 43’ Conte 80’ Cunsolo 90’ Privitera |

| Bitetto 11 ottobre 2015, ore 14:30 CEST 2ª giornata                                        | Pink Sport Time | 5 – 0 referto | Salento Women | Stadio Antonio Antonucci |
| \| \| \| \| \| Ceci 18’ Conte 22’ Riboldi 36’ Prost 54’ De Filippis 80’ \| Marcatori \| \| |                 |               |               |                          |
|                                                                                            |                 |               |               |                          |
| Ceci 18’ Conte 22’ Riboldi 36’ Prost 54’ De Filippis 80’                                   | Marcatori       |               |               |                          |

#### Sedicesimi di finale
| Bitetto 15 novembre 2015, ore 14:30 CET         | Pink Sport Time | 1 – 0 referto | Napoli | Stadio Antonio Antonucci |
| \| \| \| \| \| Privitera 43’ \| Marcatori \| \| |                 |               |        |                          |
|                                                 |                 |               |        |                          |
| Privitera 43’                                   | Marcatori       |               |        |                          |

#### Ottavi di finale
| Arbitro: | Salvatore Morabito |

|                  |           |                             |
| Strisciuglio 13’ | Marcatori | 19’ Vukčević 23’ Martinovic |

## Statistiche

### Statistiche di squadra
| Competizione | Punti | In casa | In casa | In casa | In casa | In casa | In casa | In trasferta | In trasferta | In trasferta | In trasferta | In trasferta | In trasferta | Totale | Totale | Totale | Totale | Totale | Totale | DR  |
| Competizione | Punti | G       | V       | N       | P       | Gf      | Gs      | G            | V            | N            | P            | Gf           | Gs           | G      | V      | N      | P      | Gf     | Gs     | DR  |
| ------------ | ----- | ------- | ------- | ------- | ------- | ------- | ------- | ------------ | ------------ | ------------ | ------------ | ------------ | ------------ | ------ | ------ | ------ | ------ | ------ | ------ | --- |
| Serie A      | 16    | 11      | 2       | 1       | 8       | 9       | 29      | 11           | 3            | 0            | 8            | 10           | 24           | 22     | 5      | 1      | 16     | 19     | 53     | -34 |
| Coppa Italia | -     | 3       | 2       | 0       | 1       | 7       | 2       | 1            | 1            | 0            | 0            | 5            | 0            | 4      | 3      | 0      | 1      | 12     | 2      | +10 |
| Totale       | -     | 14      | 4       | 1       | 9       | 16      | 31      | 12           | 4            | 0            | 8            | 15           | 24           | 26     | 8      | 1      | 17     | 31     | 55     | -24 |

### Andamento in campionato
| Giornata  | 1 | 2 | 3 | 4 | 5 | 6  | 7  | 8  | 9  | 10 | 11 | 12 | 13 | 14 | 15 | 16 | 17 | 18 | 19 | 20 | 21 | 22 |
| --------- | - | - | - | - | - | -- | -- | -- | -- | -- | -- | -- | -- | -- | -- | -- | -- | -- | -- | -- | -- | -- |
| Luogo     | C | T | C | T | C | T  | C  | T  | C  | C  | T  | T  | C  | T  | C  | T  | C  | T  | C  | T  | T  | C  |
| Risultato | P | V | P | P | P | P  | P  | P  | P  | N  | V  | P  | P  | P  | P  | P  | V  | P  | V  | V  | P  | P  |
| Posizione | 9 | 5 | 7 | 7 | 9 | 10 | 11 | 12 | 12 | 12 | 10 | 11 | 12 | 12 | 12 | 12 | 12 | 12 | 10 | 8  | 10 | 10 |

Legenda:

Luogo: C = Casa; T = Trasferta. Risultato: V = Vittoria; N = Pareggio; P = Sconfitta.
| Giocatore       | Serie A  | Serie A | Serie A     | Serie A    | Coppa Italia | Coppa Italia | Coppa Italia | Coppa Italia | Totale   | Totale | Totale      | Totale     |
| Giocatore       | Presenze | Reti    | Ammonizioni | Espulsioni | Presenze     | Reti         | Ammonizioni  | Espulsioni   | Presenze | Reti   | Ammonizioni | Espulsioni |
| --------------- | -------- | ------- | ----------- | ---------- | ------------ | ------------ | ------------ | ------------ | -------- | ------ | ----------- | ---------- |
| C. Anaclerio    | 17       | 1       | 4           | 1          | 4            | 1            | 0            | 0            | 21       | 2      | 4           | 1          |
| R. Aprile       | -        | -       | -           | -          | 1            | 0            | 0            | 0            | 1        | 0      | 0           | 0          |
| V. Cangiano     | 7        | 0       | 0           | 0          | 0            | 0            | 0            | 0            | 7        | 0      | 0           | 0          |
| L. Ceci         | 22       | 1       | 1           | 0          | 4            | 2            | 0            | 0            | 26       | 3      | 1           | 0          |
| L. Conte        | 11       | 1       | 0           | 0          | 3            | 2            | 0            | 0            | 14       | 3      | 0           | 0          |
| E. Cunsolo      | 5        | 0       | 0           | 0          | 3            | 1            | 0            | 0            | 8        | 1      | 0           | 0          |
| F. De Filippis  | 7        | 0       | 0           | 0          | 1            | 1            | 0            | 0            | 8        | 1      | 0           | 0          |
| D. De Palo      | 11       | 1       | 4           | 0          | 4            | 0            | 2            | 0            | 15       | 1      | 6           | 0          |
| G. Dell'Ernia   | 8        | 0       | 0           | 0          | 1            | 0            | 0            | 0            | 9        | 0      | 0           | 0          |
| G. Di Bari      | 9        | -21     | 0           | 0          | 2            | -2           | 0            | 0            | 11       | -23    | 0           | 0          |
| M. Fazio        | 14       | -31     | 1           | 0          | -            | -            | -            | -            | 14       | -31    | 1           | 0          |
| L. Libutti      | 4        | 0       | 0           | 0          | 2            | 0            | 0            | 0            | 6        | 0      | 0           | 0          |
| A. Maffei       | 5        | 0       | 0           | 0          | 1            | 0            | 0            | 0            | 6        | 0      | 0           | 0          |
| A. Morra        | 20       | 1       | 2           | 0          | 2            | 0            | 0            | 0            | 22       | 1      | 2           | 0          |
| D. Novellino    | 17       | 1       | 2           | 1          | 3            | 0            | 0            | 0            | 20       | 1      | 2           | 1          |
| R. Pinna        | 6        | 4       | 2           | 0          | -            | -            | -            | -            | 6        | 4      | 2           | 0          |
| J. Piro         | 20       | 0       | 3           | 0          | 4            | 0            | 1            | 0            | 24       | 0      | 4           | 0          |
| V. Privitera    | 21       | 4       | 1           | 0          | 2            | 2            | 0            | 0            | 23       | 6      | 1           | 0          |
| E. Prost        | 19       | 1       | 3           | 0          | 4            | 1            | 0            | 0            | 23       | 2      | 3           | 0          |
| F. Quazzico     | 13       | 0       | 1           | 0          | 3            | 0            | 1            | 0            | 16       | 0      | 2           | 0          |
| P. Riboldi      | 20       | 3       | 1           | 0          | 1            | 1            | 0            | 0            | 21       | 4      | 1           | 0          |
| M. Rogazione    | 2        | 0       | 0           | 0          | -            | -            | -            | -            | 2        | 0      | 0           | 0          |
| F. Sforza       | -        | -       | -           | -          | 1            | 0            | 0            | 0            | 1        | 0      | 0           | 0          |
| F. Soro         | 18       | 1       | 2           | 1          | 1            | 0            | 0            | 0            | 19       | 1      | 2           | 1          |
| L. Strisciuglio | 19       | 1       | 4           | 1          | 3            | 1            | 0            | 0            | 22       | 2      | 4           | 1          |
| S. Valente      | -        | -       | -           | -          | 0            | 0            | 0            | 0            | 0        | 0      | 0           | 0          |